# Clytra appendicina
Clytra appendicina (лат.) — вид листоедов (Chrysomelidae) из подсемейства клитрины (Clytrinae). Некоторыми авторами рассматривался как подвид типового вида Clytra quadripunctata. Довольно редкий вид на территории своего ареала. Распространён в Южной и южной части Центральной Европы, в Малой Азии и Центральной Азии. Первые экземпляры добыты из северной части Турции.